# Professor Layton
Professor Layton (レイトン教授, Reiton-kyōju) és una sèrie de videojocs de trencaclosques i d'aventura gràfica per a les consoles Nintendo DS i Nintendo 3DS creada per Level-5. La sèrie la formen set jocs, una pel·lícula d'animació i una sèrie d'anime, a més d'un videojoc crossover amb la sèrie Ace Attorney de Capcom i d'un spin-off per a mòbils.
Els primers tres videojocs relaten les aventures del reconegut professor d'arqueologia Hershel Layton i el seu aprenent Luke Triton, mentre que els tres jocs següents i la pel·lícula són preqüeles que expliquen com es van conèixer els dos personatges i les seves primeres aventures. Els títols posteriors segueixen les peripècies dels fills del professor Layton i els seus respectius companys. Cada lliurament inclou un seguit de trencaclosques i misteris emmarcats en una història. No cal resoldre tots els puzles per a avançar, però alguns són obligatoris i en alguns moments del joc cal haver-ne resolt una xifra mínima.
Les vendes totals de la sèrie Professor Layton sobrepassaven els 15,5 milions d'unitats el juliol del 2016, dada que converteix la sèrie en la de més èxit de Level-5.

## Videojocs
D'entre tots els videojocs de la sèrie Professor Layton que s'han publicat, set pertanyen a la sèrie original de Nintendo DS i Nintendo 3DS, mentre que un és un crossover i un altre, un spin-off per a telèfons mòbils.
1. Professor Layton and the Curious Village (レイトン教授と不思議な町)[3]
2. Professor Layton and Pandora's Box (レイトン教授と悪魔の箱)[4]
3. Professor Layton and the Lost Future (レイトン教授と最後の時間旅行)
4. Professor Layton and the Spectre's Call (レイトン教授と魔神の笛)
5. Professor Layton and the Miracle Mask (レイトン教授と奇跡の仮面)
6. Professor Layton and the Azran Legacy (レイトン教授と超文明Aの遺産)
7. Professor Layton vs. Phoenix Wright: Ace Attorney
8. Layton Brothers: Mystery Room (Android, iOS)
9. Layton's Mystery Journey: Katrielle and the Millionaires' Conspiracy (レディレイトン 富豪王アリアドネの陰謀)

## Jugabilitat
El joc és, en essència, una col·lecció de puzles amb parts d'exploració entre cadascun d'ells. El jugador, desenvolupant el paper del professor Layton i d'en Luke, explora els diversos escenaris utilitzant la pantalla tàctil de la consola Nintendo DS. Aquesta funció es pot utilitzar per parlar amb els personatges, analitzar a fons els escenaris, moure's entre àrees diferents o buscar monedes que es poden utilitzar als puzles per aconseguir pistes. Sovint, quan el jugador interaccioni amb un personatge o objecte se li plantejarà un puzle, valorat en un determinat nombre de "picarats", nom que rep la puntuació del joc. Resoldre el puzle correctament suposarà guanyar tots els picarats, mentre que una resposta incorrecta farà disminuir el valor del puzle i, per tant, la puntuació aconseguida serà inferior. The Curious Village té 135 puzles, Pandora's Box en té 153, The Lost Future, 168, The Spectre's Call, 170, The Miracle Mask, 150 i The Azran Legacy, 135.
Tots els puzles es presenten com a trencaclosques de lògica i estan creats per Akira Tago, famós per la seva sèrie de llibres de gimnàstica mental al Japó. Els diversos trencaclosques poden ser problemes de lògica, de matemàtiques, de moure blocs o d'estratègia. Cada puzle disposa de tres pistes (a partir del tercer joc, quatre) que poden comprar-se amb monedes per resoldre el puzle més fàcilment.
Després de completar el joc es poden aconseguir més puzles setmanals a les quatre primeres entregues (a través de la connexió Wi-Fi de Nintendo, inoperativa des del 2014) i un puzle diari durant un any (és a dir, 365 trencaclosques addicionals) als dos últims jocs.

## Escenaris i personatges
Els jocs transcorren en un Londres contemporani del segle xx. El personatge protagonista és Hershel Layton, un professor d'arqueologia a la fictícia Universitat de Gressenheller que és conegut per la seva habilitat per resoldre puzles, a més de les seves bones maneres de cavaller. Es fa acompanyar del seu aprenent, Luke Triton, de 12 anys, que també resol puzles. Després dels esdeveniments a The Curious Village (el primer videojoc de tots), s'incorpora a l'equip la Flora Reinhold. Els misteris que intenta resoldre en Layton sovint el porten a la comissaria de policia de Scotland Yard, on coneix l'inspector Chelmey. El professor també es troba un inventor i mestre de la disfressa, Don Paolo, que diu ser el seu enemic. Durant la trilogia preqüela l'ajudant oficial del professor és l'Emmy Altava, i el principal antagonista, el científic Jean Descole.
A Layton's Mystery Journey es renoven tots els personatges principals. Es presenta la filla del professor Layton, Katrielle Layton, qui regenta una agència de detectius a Londres, el seu ajudant Ernest Greeves i el gos parlant Sherl.

## Trama
Els únics videojocs amb una estructura global o connexió directa són The Spectre's Call, The Eternal Diva (que és una pel·lícula), The Miracle Mask i The Azran Legacy. Els altres jocs de la sèrie no tenen cap connexió directa entre ells, però sí que segueixen un ordre cronològic a través de l'aparició de personatges recurrents coneguts en anteriors entregues.

### Primera trilogia

#### The Curious Village
Es tracta del primer joc de la sèrie, llançat per a Nintendo DS al Japó el 2007 i arreu del món el 2008. Als Països Catalans va arribar sota el nom en castellà de La villa misteriosa. En Layton i en Luke són convidats al petit poble de St. Mystère per la família del baró Augustus Reinhold, amb l'objectiu de descobrir el secret darrere del seu testament, que estableix que qualsevol que trobi la Poma Daurada amagada en algun lloc del poble heretarà la totalitat de la seva fortuna. Després d'entrar a la vila, tots dos protagonistes tenen clar que darrere del testament s'amaguen molts més secrets dels que aparentment podien imaginar.

#### Pandora's Box
El segon joc va sortir al mercat per a Nintendo DS al Japó el 2007 i arreu del món el 2009. Als Països Catalans va arribar sota el nom en castellà de La caja de Pandora. Tot comença amb la visita que en Layton i en Luke fan al mentor del professor, el doctor Schrader, que els ha enviat una carta sobre la capsa de Pandora, un objecte que, segons diu la llegenda, mata a qualsevol que intenti obrir-lo. Després d'entrar al pis del doctor, aquest apareix mort a terra i sense la capsa. L'única pista que ha deixat és un tiquet del luxós tren Molentary Express sense una destinació escrita. La parella pujarà a bord del tren per a resoldre el misteri.

#### The Lost Future
El tercer joc, publicat als Països Catalans sota el nom en castellà d'El futuro perdido, es va llançar per a Nintendo DS al Japó el 2008 i arreu del món el 2010. L'aventura s'inicia quan en Luke rep una carta enviada per ell mateix des de deu anys en el futur, i només una setmana després d'un accident on un científic va realitzar una exhibició fallida d'una màquina del temps que va provocar la desaparició del primer ministre britànic. Ell i en Layton s'encaminen cap a una botiga de rellotges, però, en sortir-ne, es troben en el Londres del futur, deu anys en endavant. Aquest és l'últim joc de la sèrie seguint la història cronològicament.

### Segona trilogia

#### The Spectre's Call
El quart joc va sortir al mercat per a Nintendo DS al Japó durant el 2009 i arreu del món el 2011. Als Països Catalans va arribar sota el nom en castellà de La llamada del espectro. És, cronològicament, el primer videojoc de la sèrie (ja que la segona trilogia és una preqüela), on un amic d'en Layton, alcalde del poble de Misthallery, li demana ajuda per descobrir la identitat d'un misteriós espectre que està destruint la ciutat. En Layton coneixerà en aquesta aventura qui esdevindrà el seu aprenent, en Luke Triton, i se li afegeix una ajudant, l'Emmy Altava.

#### The Eternal Diva (pel·lícula)
Es tracta de la primera pel·lícula de la sèrie, estrenada el 2009 al Japó i el 2014 als Països Catalans (doblada al castellà sota el nom de La diva eterna). Cronològicament, els esdeveniments transcorren després de The Spectre's Call, tot i que la història és un flashback explicat en algun punt entre Pandora's Box i The Lost Future (els fets del flashback tenen lloc tres anys abans). L'Emmy, en Layton i en Luke coneixen la Janice Quatlane, una ex-alumna del professor que s'ha convertit en cantant d'òpera. Una de les seves amigues, la Melina, de set anys, diu haver trobat la vida eterna. Mentre investiguen, en Layton, en Luke i la Janice es queden atrapats al vaixell on viatgen, el Crown Petone, i es veuen obligats a col·laborar amb els plans del malvat Descole per recuperar la ciutat perduda d'Ambrosia. Els personatges resoldran fins a quatre puzles durant el film.

#### The Miracle Mask
És el cinquè videojoc de la sèrie, va sortir al mercat per a Nintendo 3DS el 2011 al Japó i el 2012 arreu del món. Als Països Catalans va arribar sota el nom en castellà de La máscara de los prodigios. El professor Layton, en Luke i l'Emmy viatgen fins a la ciutat de Montedore amb l'objectiu de trobar una màscara que va crear la ciutat i que ara porta un personatge que realitza miracles per la ciutat, espantant-ne els habitants. El joc, a més dels puzles habituals, en va incloure 365 de descarregables (un per a cada dia de l'any).

#### The Azran Legacy
Es tracta de l'últim videojoc on el professor Layton hi surt com a protagonista. Va sortir al mercat el 2013 per a Nintendo 3DS, tant al Japó com a la resta del món. Als Països Catalans va arribar sota el nom en castellà d'El legado de los ashalanti. En el darrer joc de la segona trilogia hi conflueixen els arguments dels dos anteriors videojocs i de la pel·lícula per descobrir el secret de la civilització ashalani, que va ocupar la terra milions d'anys enrere.

### Layton's Mystery Journey: Katrielle and the Millionaires' Conspiracy
Al mercat des del 20 de juliol del 2017, és la continuació de la sèrie, i se situa cronològicament anys després de The Lost Future. El professor Layton ha desaparegut sobtadament i la seva filla, Katrielle Layton, comença un seguit d'investigacions per trobar-lo mentre resol els casos que li arriben a la seva agència de detectius de Londres.

### Spin-off i crossover

#### Layton Brothers: Mystery Room
El setembre del 2012 es va estrenar el primer joc de la sèrie Professor Layton per a Android i iOS, Layton Brothers: Mystery Room. Es tracta d'un spin-off on el protagonista no és el professor sinó el seu fill, Alfendi Layton. Ja no es basa a resoldre puzles, sinó casos policials a través de la deducció.

#### Professor Layton vs. Phoenix Wright: Ace Attorney
Estrenat per a Nintendo 3DS el 2012 al Japó i el 2014 a la resta del món, Professor Layton vs. Phoenix Wright: Ace Attorney és un crossover que uneix les sèries Professor Layton i Ace Attorney. En el videojoc, en Layton, en Luke, en Phoenix Wright i la Maya Fey es troben a la ciutat de Labyrinthia, ambientada en un món medieval. Aquesta ciutat està controlada per un home, el Narrador, que fa realitat tot el que escriu. Els personatges de les dues sèries hauran de descobrir el secret de Labyrinthia i enfrontar-se als judicis per bruixeria en un indret on la màgia és una realitat.

## Recepció
La sèrie Professor Layton ha tingut èxit al Regne Unit, als Estats Units, a Espanya i al Japó. Del primer videojoc, Professor Layton and the Curious Village, se'n van vendre unes 700.000 còpies el 2007 al Japó. També es va convertir en el videojoc de Nintendo DS amb més còpies venudes als Estats Units en només tres setmanes.
Professor Layton and Pandora's Box es va considerar una millora notable respecte l'anterior entrega. Al Japó se'n van vendre 815.369 còpies. La sèrie va arribar a tenir prou popularitat per estrenar-ne una pel·lícula, The Eternal Diva, al Japó, Singapur, França, Alemanya, el Regne Unit, Espanya, els EUA i el Canadà.